# Aposthonia minuscula
Aposthonia minuscula is een insectensoort uit de familie Oligotomidae, die tot de orde webspinners (Embioptera) behoort. De soort komt voor in Oost-Afrika.
Aposthonia minuscula is voor het eerst wetenschappelijk beschreven door Enderlein in 1912.